# Dinanomodon gilli
Dinanomodon gilli és una espècie de sinàpsid extint que visqué entre el Permià superior i el Triàsic inferior en allò que avui en dia és Sud-àfrica. Es tracta de l'única espècie reconeguda del gènere Dinanomodon. Era un dicinodont encara més gros que Aulacocephalodon i tenia el musell estret i punxegut, possiblement una adaptació per brostejar fulles situades a gran altura. Aquest mode d'alimentació és comparable al del rinoceront negre d'avui en dia.